# アントニオ・ラトーレ・グルエソ
アントニオ・ラトーレ・グルエソ（Antonio Latorre Grueso、1997年11月21日 - ）、は、スペイン・バレンシア州ラ・ポブラ・デ・バルボナ出身のサッカー選手。RCDマジョルカ所属。ポジションはディフェンダー（左サイドバック）。

## 経歴
バレンシア州バレンシア県ラ・ポブラ・デ・バルボナに生まれ、バレンシアCFの下部組織で育った。2014年3月29日のエルチェCF B戦で、バレンシアCF・メスタージャからシニアデビューした。
2015年6月25日にはバレンシアCFとの契約を更新して5年契約を結ぶとともに、正式にバレンシアCF・メスタージャに昇格した。2016年1月6日にはコパ・デル・レイのグラナダCF戦でトップチームに招集された。
2016年2月25日に行われたUEFAヨーロッパリーグのSKラピード・ウィーン戦では、ハーフタイムにホセ・ルイス・ガヤとの交代で出場し、トップチームデビューを果たした。2017年1月9日に行われたプリメーラ・ディビシオン（1部）のCAオサスナ戦では、ハーフタイムにギリェルメ・マダレナ・シケイラとの交代で出場し、トップリーグデビューを果たした。
2019年4月19日に行われたUEFAヨーロッパリーグの準決勝ビジャレアル戦のセカンドレグでは、スタメン出場し、前半にゴンサロ・ゲデスの浮き球から丁寧なボレーシュートを決めた。
2019年7月5日、バレンシアCFはラトとの契約を2023年6月30日まで更新し、契約解除金を8000万ユーロに設定したうえ、PSVアイントホーフェンへ2020年6月30日までレンタル移籍することを発表した。
2019年12月27日、PSVアイントホーフェンとのレンタル契約を解除し、CAオサスナへシーズン終了までのレンタル移籍が発表された。
2023年6月26日、RCDマジョルカへ4年契約で完全移籍した。

## タイトル
バレンシアCF
- コパ・デル・レイ：1回 (2018-19)